# Contemporary Records
Contemporary Records fue una discográfica de Jazz fundada por Lester Koenig en 1951 en Los Ángeles. Bajo la supervisión de Koenig, Contemporary grabó a artistas como Sonny Rollins, Ornette Coleman, Cecil Taylor, Art Farmer, Benny Golson, Jack Sheldon, Carl Perkins, Ben Webster, Benny Carter, Chet Baker, Art Pepper, Phineas Newborn, Jr., Woody Shaw, Shelly Manne, Hampton Hawes, Barney Kessel, y Leroy Vinnegar.
Koenig mantenía estándares muy altos en cuanto a la calidad del sonido. Contrató a Roy DuNann de Capitol Records en 1956. DuNann lograba su sonido –claro y balanceado, sin distorsión– manteniendo los ajustes básicos de los micrófonos (generalmente uno por músico), y evitaba el uso de preamplificadores. También, DuNann grababa sus sesiones sin eco electrónico añadido ni reverberaciones.
A mediados de los 60 la compañía cayó notoriamente en términos de relevancia y productividad. Tras la muerte de Koenig en 1977, el sello fue dirigido durante siete años por su hijo, John, quién produjo álbumes de George Cables, Joe Farrell, Joe Henderson, Bobby Hutcherson, Peter Erskine y Chico Freeman entre otros.
En 1984 Contemporary fue comprada por Fantasy Records, que adoptó el nombre de esta por un breve lapso. El catálogo de Fantasy, incluyendo los álbumes de Contemporary y sus sellos asociados, Good Time Jazz Records, Society For Forgotten Music y Contemporary Composers Series, fue vendido a Concord Records en 2004.
- Datos: Q1128607
- Multimedia: Contemporary Records / Q1128607